# Proctostephanus madeirensis
Proctostephanus madeirensis är en urinsektsart som beskrevs av da Gama 1959. Proctostephanus madeirensis ingår i släktet Proctostephanus och familjen Isotomidae. Inga underarter finns listade i Catalogue of Life.